# Gilead (Jahrbuch)
Gilead war ein deutschsprachiges jüdisches Jahrbuch, das 1919 in Prag in der Ersten Tschechoslowakischen Republik erschienen ist. Benannt nach dem biblischen Land Gilead, bot das zur Jugendzeitschrift Jung Juda gehörende Jahrbuch unter der Herausgeberschaft von Rudolf Grünhut seinen Lesern literarische und essayistische Texte zu den jüdischen Gemeinden in Prag und in Böhmen. Zu den Beiträgern gehörte Max Brod, aber auch weniger bekannte deutschsprachige Schriftsteller wie Josef Hart, Alex Feig oder Juda Labiner. Hinsichtlich der neuen Situation, in der sich die jüdischen, ehemals in der Habsburgermonarchie, nun im tschechoslowakischen Nationalstaat lebenden Gemeinden wiederfanden, zeigte sich der Herausgeber Grünhut vorsichtig optimistisch. Uneingeschränkt unterstützte er jedoch die zionistische Bewegung und die jüdische Ansiedlung in "Erez Israel":

„Wir haben von den jüdischen Weisen gelernt, daß nur eine Frage den Menschen wahrhaft erfassen kann, nämlich die Frage, ob die Gewalt und die Gerechtigkeit herrschen werden. (...) Wir haben auch nicht vergessen, daß unser eigenes Schicksal der beste Gradmesser für die Gerechtigkeit ist. Vielleicht sind wir ja auch deshalb dem Gedanken der Gerechtigkeit so ferne gewesen, weil die Sache der Gerechtigkeit wirklich auch unsere Sache ist. Wo die Gerechtigkeit verletzt wird, da werden wir Juden bedrängt. Wo die Gerechtigkeit siegt, da naht auch unser Glück.“